# Dentina

1.Dente 2.Esmalte dentário 3.Dentina 4.Polpa dentária 7.Cemento 12.Raiz 17.Periodonto 18. Gengiva 22.Ligamento periodontal

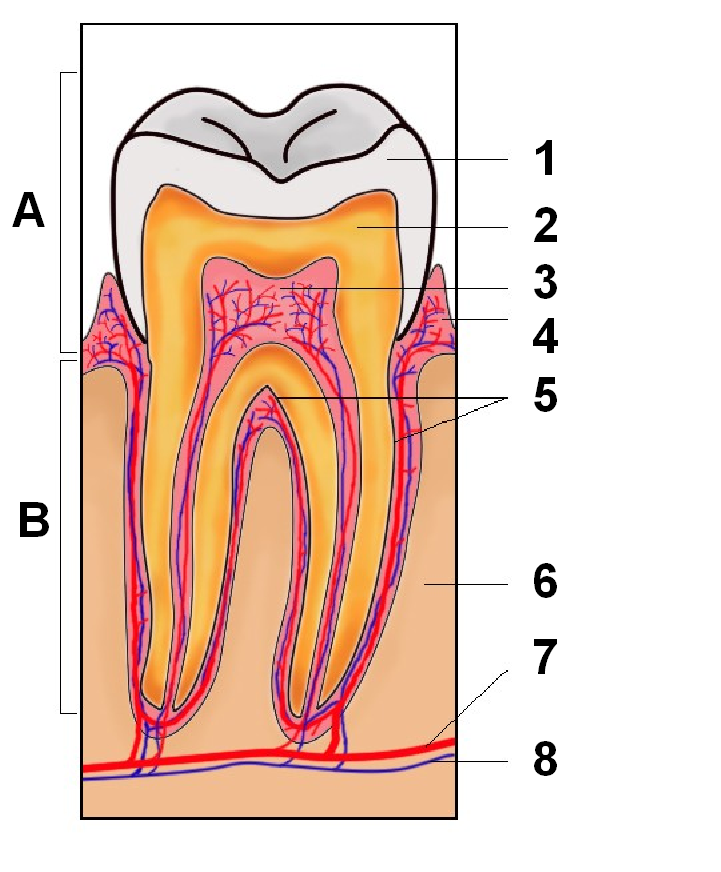
1- Esmalte, 2- Dentina, 3 e 4-Polpa, 5-Cemento, 6-tecido ósseo, 7-vaso sanguíneo, 8-nervo. A-Coroa, B-Raiz

A Dentina é um tecido conjuntivo avascular, mineralizado, especializado que forma o corpo do dente, suportando e compensando a fragilidade do esmalte. A dentina é recoberta pelo esmalte na sua porção coronária e pelo cemento na porção radicular. Sua superfície interna delimita a cavidade pulpar onde se aloja a polpa dentária. Por ser um tecido vivo, contém prolongamentos de células especializadas e matriz extracelular. Dentina e polpa formam um complexo em íntima relação topográfica, embriológica e funcional, por isso têm características biológicas comuns.

## Composição química
A dentina é constituída por: matéria inorgânica (70%), matéria orgânica (20%), água (10%). Esta composição varia com a idade do dente, devido a sua fosforilação progressiva, mesmo já estando totalmente formado.
A porção inorgânica consiste de sais minerais sob a forma de cristais de hidroxiapatita. Cada cristal é composto por vários milhares de unidades e cada unidade básica fundamental tem como fórmula Ca10(PO4)6(OH)2. Contem também pequenas quantidades de fosfatos, carbonatos e sulfatos, além de elementos como ferro, cobre, zinco, flúor e outros.
Os grupos hidroxila da hidroxiapatita podem se combinar com o flúor e formar a fluorapatita (Ca10(PO4)6F2). Esta troca particular na composição da apatita tem importância clínica, pois a fluorapatita é menos solúvel que a hidroxiapatita, com maior resistência ao ataque ácido produzido por microorganismos cariogênicos.
A porção orgânica consta de fibras colágenas (17%), dispostas em pequenos feixes ao redor e entre os prolongamentos odontoblásticos. Estas fibras são unidas e cimentadas pela substância amorfa de natureza glicoproteica (lipídios, glicosaminoglicanas e compostos protéicos).

## Propriedades físicas
É uma estrutura branca amarelada. O tom do amarelo varia com a idade e de um indivíduo para outro. Quanto mais translúcido o esmalte, mais deixa transparecer a cor da dentina. A dentina é um tecido muito duro, mais que o osso e o cemento, embora seja mais mole e, portanto mais radiolúcida do que o esmalte.
Apresenta considerável elasticidade, devido ao arranjo em rede das suas fibras colágenas, cedendo mediante pressões, e com isso, amortece as forças mastigatórias impostas sobre o esmalte, impedindo que o mesmo se frature.
A dentina é canalicular, e, portanto permeável; substâncias podem penetrar através dos canalículos e atingir a polpa.

## Prolongamentos odontoblásticos
Os odontoblastos estão situados na periferia da polpa, e as suas projeções citoplasmáticas (prolongamentos) ocupam um espaço na matriz da dentina, que são os túbulos dentinários. A sua espessura é maior quanto mais próxima do corpo do odontoblasto. Os prolongamentos odontoblásticos ramificam-se próximo ao limite amelodentinário por toda a sua extensão. Essas ramificações se anastomosam com as vizinhas.

## Canalículos dentinários
São delicados cilindros ocos dentro da dentina, que alojam os prolongamentos odontoblásticos. Seu trajeto é curvo, assemelhando-se a um S, sendo na raiz, na área dos bordos incisais e cúspides, praticamente retos, emitem colaterais durante seu trajeto. O diâmetro e o volume desses canalículos variam, dependendo da idade do dente, da localização do canalículo na dentina. Além disso, eles são mais largos junto a polpa (2,5 um) e se tornam mais estreitos em suas extremidades externas (1um). Isso muitas vezes acontece a maioria das pessoas.

## Espaço periodontoblástico
É o espaço compreendido entre a parede do canalículo e o prolongamento do odontoblasto. É preenchido pelo líquido, tissular, e, onde ocorrem as trocas metabólicas com os prolongamentos odontoblásticos.

## Dentina peritubular
É a dentina que constitui a parede do túbulo, e caracteriza-se pelo seu elevado conteúdo mineral (90%). Nos dentes recém irrompidos, está ausente na porção da dentina mais imediata à polpa, e também pode, dependendo da idade do dente, chegar a obliterar os túbulos dentinários. Quando a dentina peritubular é desmineralizada (descalcificada) resta da mesma uma pequena porção de matéria orgânica, que juntamente com a água, constitui 10% desta dentina.

## Dentina intertubular
É a dentina situada entre os canalículos da dentina. A dentina intertubular é a massa principal da dentina. É altamente mineralizada, porém mais da metade do seu volume está formado por matriz orgânica com grande quantidade de colágeno.

## Pré-dentina
Camada de matriz não mineralizada de 25 a 30um de espessura, que está situada entre a camada de odontoblastos e a dentina mineralizada. Está presente durante a dentinogênese e permanece ao longo da vida do dente, depositando-se de forma lenta e contínua.

## Linhas incrementais
Refletem variações na estrutura e mineralização estabelecidas durante a formação de dentina. O curso das linhas corresponde aos períodos rítmicos de aposição de dentina. Na coroa varia de 4 a 8um a aposição diária de dentina. Na raiz, a aposição dentinária é mais lenta. Ocasionalmente algumas destas linhas estão acentuadas devido a distúrbios no processo de mineralização e são conhecidas como linhas de contorno de Owen (ver roteiro de dentinogênese).

## Linha neonatal
Durante o nascimento, o feto sofre alterações abruptas tanto no meio ambiente como na forma de nutrição, ocasionando nesta fase da vida, uma linha de contorno acentuado na dentina, resultado de uma calcificação incompleta (hipocalcificação), é a chamada linha néo-natal. Isto ocorre nos primeiros molares permanentes, onde uma parte da dentina é feita antes do nascimento.

## Dentina do manto
É a primeira camada de dentina (figuras 1 e 2) produzida pelo odontoblasto, ela é constituída por fibras pré-colágenas imaturas que se enrolam em espiral ao redor do prolongamento.
Ela forma a junção amelo-dentinária;
As fibras são cimentadas pelas vesículas da matriz e fortificadas com cristais de hidróxiapatita;

## Dentina primária
É aquela que se forma quando o dente ainda não está totalmente formado, apresenta muitos canalículos dentinários e a sua dentinogênese processa-se com grande velocidade (4 a 8um diários), ela é depositada até o término da formação da raiz.

## Dentina pré-natal
É aquela formada antes do nascimento.

## Dentina pós-natal
Forma-se depois que o indivíduo nasce. Sempre que possível.
Pode ser chamada de dentina secundária.
Sendo esta dividida em: dentina fisiológica:que se forma naturalmente durante a vida,diminuindo assim a cavidade pulpar,e dentina reacional:esta é formada sob influência de uma reação,como a cárie.A medida em que a lesão aumenta,é formada mais dentina para afastar a cavidade pulpar da lesão cariosa,protegendo a polpa.

## Dentinogênese
A formação e calcificação da dentina começa na ponta das cúspides ou bordas incisais, e avança para dentro por uma aposição rítmica de camadas cônicas uma dentro da outra. Com a conclusão da dentina radicular, a formação da dentina primária chega ao seu final. No início do desenvolvimento da matriz aparecem feixes de fibrilas entre os odontoblastos, que divergem num arranjo em forma de leque. São as fibras de Korff e sua origem e função na dentinogênese tem sido objeto de discussão. São constituintes importantes na matriz formada inicialmente, devido ao arranjo em leque de suas fibras, mas que mais tarde tornam-se compactos feixes de fibrilas paralelas. Os odontoblastos formam fibras colágenas e substância amorfa, e estas fibras se dispõem em espirais ao redor das fibrilas de Tomes e entre as mesmas, que foram deixadas pelos odontoblastos que se afastaram para o interior da papila. As fibras são unidas entre si pela matriz amorfa.Depois que várias camadas de pré-dentina foram depositadas, começa a mineralização das camadas mais próximas a junção dentina-esmalte. Forma-se então uma faixa de matriz dentinária e os odontoblastos elaboram fosfatase alcalina, dando ao meio condições ótimas de pH para que se processe a mineralização da matriz.
Nesse ínterim, íons minerais transportados pelos capilares sangüíneos da papila depositam-se na matriz orgânica como sais, sob a forma de cristais de hidroxiapatita, sobre as superfícies das fibrilas colágenas e na substância fundamental. Posteriormente os cristais são depositados dentro das próprias fibrilas.
O processo geral de calcificação e gradual, mas a região peritubular torna-se muito mineralizada em pouco tempo. Embora haja crescimento dos cristais enquanto a dentina amadurece, o tamanho final dos cristais permanece muito pequeno (até 0,1).O crescimento aposicional da dentina é uma deposição de matriz em forma de camadas. O crescimento aposicional é caracterizado pela deposição regular e rítmica de material extracelular, incapaz de crescer mais por si próprio. Períodos de atividade e repouso se alternam em intervalos definidos. A matriz é depositada pelas células ao longo do local delineado pelas células formadoras.
As junções dentina-esmalte e dentina-cemento são diferentes entre si e em cada tipo de dente.
As linhas incrementares do Owen são linhas de implicação que refletem variações na estrutura e mineralização durante a formação de dentina. Correspondem as linhas incrementais de Von Ebner que estão acentuadas devido a distúrbios no processo de mineralização. As linhas de contorno de Owen representam, radiograficamente, faixas hipocalcificadas.

## Dentina radicular
Tem a mesma estrutura da dentina coronária. As linhas incrementares acham-se dispostas no sentido longitudinal em relação ao eixo do dente, demonstrando a deposição rítmica da dentina.
Seus canalículos se apresentam menores, com ramificações e trajeto sinuoso discretos. Isto se deve ao fato de que os odontoblastos desta região, que são praticamente cubóides, apresentam menor atividade metabólica, elaborando dentina muito lentamente.
Toda dentina radicular é envolvida externamente pelo cemento, que é uma estrutura pertencente ao periodonto de sustentação. A dentina se relaciona com o cemento por meio da zona granular de Tomes. Percorrendo os canalículos da porção radicular em direção ao cemento, se comprova que a imensa maioria deles desaparece ao chegar nesta. Por este motivo se acredita que a zona granular de Tomes é a terminação natural da maior parte dos canalículos radiculares.

## Hipersensibilidade Dentinária
Hipersensibilidade dentinária é uma dor aguda em um ou mais dentes com dentina exposta, em resposta a estímulos químicos, térmicos e mecânicos. A dor está relacionada a presença, o tamanho e a desobstrução dos túbulos dentinários abertos. Substâncias como ácidos tendem a expor os túbulos dentinários aumentando a resposta a estímulos como a dor. Por outro lado, a colocação de adesivos e resinas tendem a eliminar a hipersensibilidade. Embora a pulpite não tenha relação direta com a hipersensibilidade dentinária, a inflamação da polpa pode predispor o dente a hipersensibilidade pela liberação de mediadores químicos.